# Akiko Suwanai
Akiko Suwanai (諏訪内 晶子, Suwanai Akiko), née le 7 février 1972 à Tokyo, est une violoniste japonaise.

## Biographie
Elle remporte d'abord la seconde place au concours Reine Élisabeth en 1989, et le prix du Concours international Tchaïkovski en 1990. Elle est en outre lauréate du Concours international du Japon (1989)[réf. souhaitée].
Akiko Suwanai a étudié avec Toshiya Eto (l'un des premiers élèves de Shin'ichi Suzuki) à l'université de musique Tōhō Gakuen à Tokyo, puis à la Juilliard School avec Dorothy DeLay et Cho-Liang Lin. Elle poursuit sa formation à l'université des arts de Berlin avec Uwe-Martin Haiberg.
Akiko Suwanai a joué jusqu'en 2020 sur le Stradivarius Dolphin (1714, ayant appartenu à Jascha Heifetz), prêté par la Nippon Music Foundation. À partir de cette date, le collectionneur Ryuji Ueno lui prête le Guarneri del Gesù Charles Reade (1732).
En décembre 2014, elle crée à Yokohama, avec le Deutsche Kammerphilharmonie Bremen dirigé par Paavo Järvi, le deuxième concerto pour violon de Karol Beffa, A Floating World, hommage au roman de Kazuo Ishiguro An Artist of the Floating World.

## Discographie
- Bruch, Concerto n° 1, Scottish Fantasy - Neville Marriner, Academy of St Martin in the Fields (11 novembre 1997, Philips Classics)
- Akiko Suwanai: Souvenir - Phillip Moll, piano (8 juin 1998, Philips)
- Dvořák, Concerto pour violon, etc. - Iván Fischer, Orchestre du Festival de Budapest (9 octobre 2001, Decca Records)
- Mendelssohn & Tchaikovsky, Concertos pour violon - Vladimir Ashkenazy, Orchestre philharmonique tchèque (20 décembre 2001, Decca Records)
- Brahms, Dvořák, Janáček (8 mai 2002, Philips)
- Sibelius & Walton, Concertos pour violon - Sakari Oramo, Orchestre symphonique de Birmingham (2003, Decca Records)
- Poème - Charles Dutoit, Orchestre philharmonique de Londres (9 novembre 2004, Decca Records)
- Bach, Concertos pour violon - Chamber Orchestra of Europe (2 mai 2006, Decca Records).